# 上田宏 (実業家)
上田 宏（うえだ ひろし、1933年2月13日 - ）は、日本の経営者。西友社長を務めた。東京都出身。

## 経歴
1957年に早稲田大学第二商学部を卒業し、同年に西武百貨店に入社。1965年8月に西友ストアに転じ、1975年4月に取締役に就任し、1982年6月に常務を経て、1985年5月に専務に就任し、1987年3月に社長に昇格。1992年3月に副会長に就任。